# 53 Pułk Artylerii Przeciwpancernej

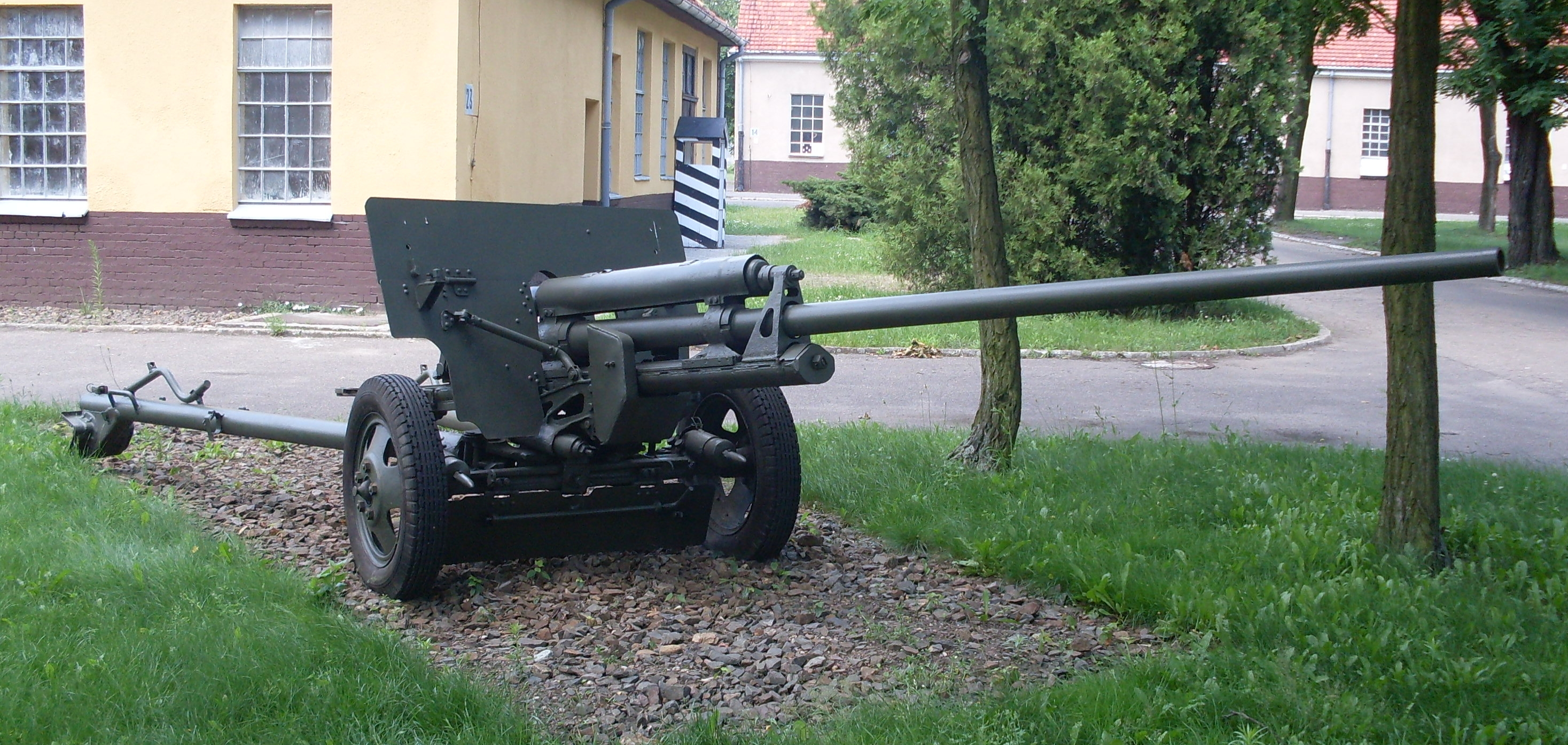
Armata przeciwpancerna wz. 1943 ZIS-2

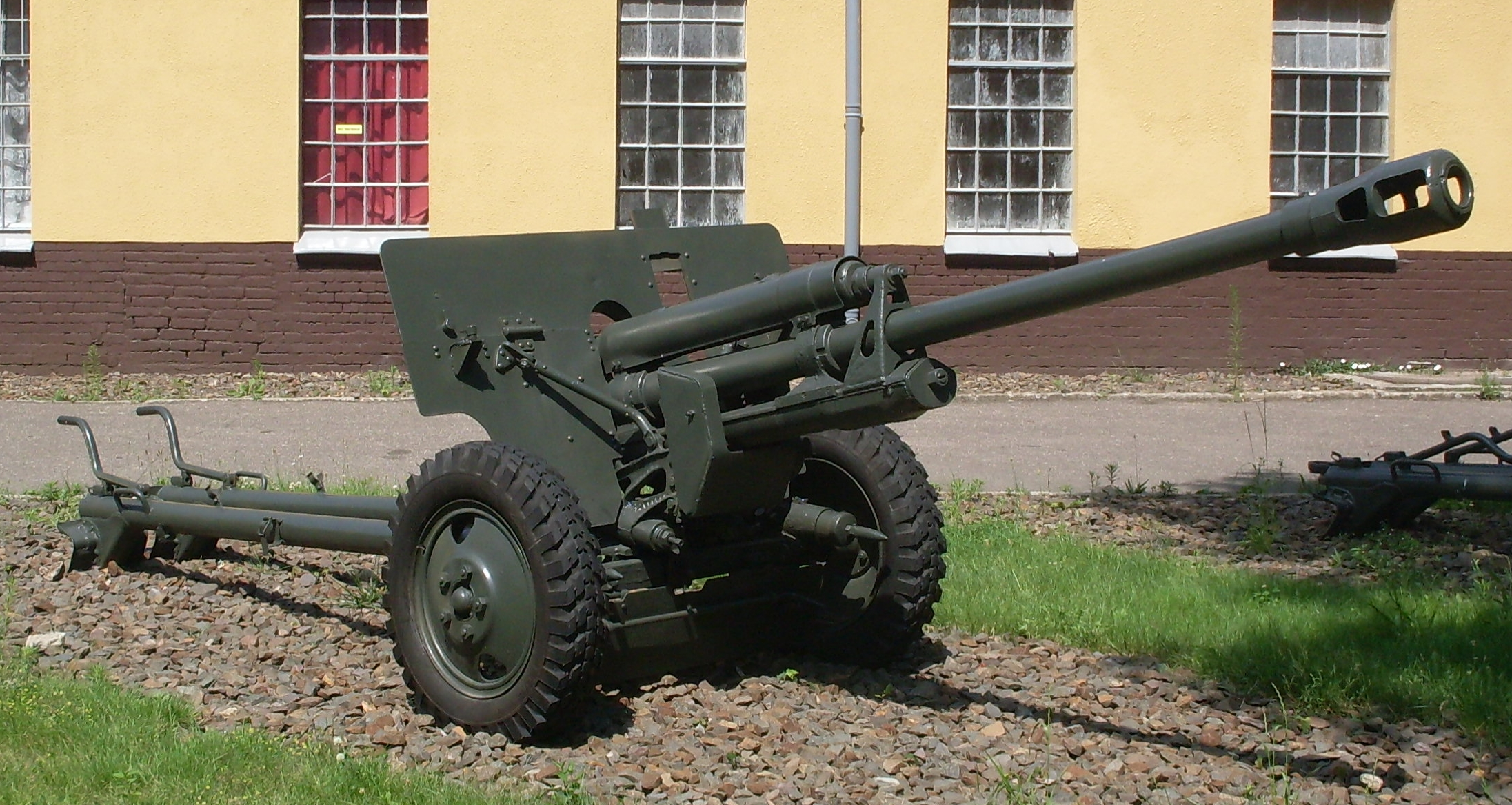
Armata dywizyjna wz. 1942 ZIS-3

53 Pułk Artylerii Przeciwpancernej – pułk artylerii polskiej ludowego Wojska Polskiego.

## Formowanie i zmiany organizacyjne
Sformowany pod Chełmem na podstawie rozkazu Naczelnego Dowództwa Wojska Polskiego nr 8 z 20 sierpnia 1944.
Przysięgę żołnierze pułku złożyli 31 października 1944 w Chełmie.

## Dowództwo
- ppłk Bolesław Wisłow – do 15 października 1944
- mjr Wasyl Dąbrowski

- z-ca d-cy ds. pol-wych por. Jan Ludowski
- z–ca d–cy ds. wyszkolenia (liniowych): kpt. Ludomir Kościesza Wolski
- pomocnik dcy pułku ds. technicznych: kpt. K. Gajewski
- z–ca szefa sztabu: kpt. K. Orłow

## Działania bojowe
Pułk wchodził w skład 9 Brygady Artylerii Przeciwpancernej z 2 Armii WP.
Działania bojowe rozpoczął podczas forsowania Nysy Łużyckiej wspierając 36 pułk piechoty.
Walczył pod Diehsą i Neu-Särichen.
Szlak bojowy pułk zakończył 10 maja 1945 pod Rumburgiem.
|  |  |  |

|  |  |

## Stan i wyposażenie
Stan liczebny według meldunku o stanie bojowym jednostek artylerii 2 AWP z 10 kwietnia:
Oficerowie 53,
Podoficerowie 158,
Szeregowcy 290,
Razem 501.
Wyposażenie
Działa 76mm (ZiS-3): 24,
kb: 196,
ppsz: 158,
ckm: 12,
Samochody: 48.